# عبد الرحمن محمد خالد القيسي
عبد الرحمن محمد خالد القيسي هو سياسي وشاعر وتربوي عراقي شغل مناصب وزارية مختلفة فترة ستينات القرن العشرين، ولد سنة 1920 وتوفي سنة 2003.
تخرج من دار المعلمين العالية سنة 1943 بعد حصوله على شهادة في العلوم مع مرتبة الشرف، ثم عمل في التعليم الثانوي، حيث عمل مدرسا في الغربية المتوسطة في بغداد.
حصل على شهادة الماجستير من جامعة كولومبيا، ثم دكتوراه فلسفة من الجامعة نفسها في سنة 1954.
أصبح أستاذا في كلية التربية في جامعة بغداد.
كان كذلك عضوا في الهيئة الإدارية لجمعية التفيض الأهلية.
عين في 11 تموز 1965 وزيرا للثقافة والإرشاد بدلا من عبد الكريم فرحان الذي استقال في 23 حزيران 1965، ثم عين وزيرا للإصلاح الزراعي ووزيرا للأوقاف بالوكالة في وزارة عارف عبد الرزاق في أيلول 1965،
```
كما أسند إليه منصب وزير الثقافة والإرشاد بالوكالة لأن الوزير المكلف 
محمد ناصر العثمان
 كان خارج العراق طوال الفترة.
[
4
]
```

ثم عين وزيرا للتربية في وزارة ناجي طالب بتاريخ 6 آب 1966، وبقي في منصبه في وزارة عبد الرحمن عارف سنة 1967 ووزارة طاهر يحيى الرابعة، لكنه استقال في 13 كانون الثاني 1968.
له شقيق اسمه ماجد، عمل في مجال التعليم أيضا.

## مؤلفاته
- أصول تدريس العلوم في المرحلة الابتدائية
- علم النفس التربوي
- علم نفس الطفل
- ترجمة كتاب «الفلسفة والسياسة» لبيرتراند رسل
- ترجمة كتاب «مرجع اليونسكو في تدريس العلوم»

وله ديوان شعر، كما أن له دراسات وبحوث ومقالات كثيرة في الصحف والمجلات، وكان عضوا مؤسسا لجمعية المؤلفين والكتاب العراقيين، وعضوا في هيئتها الادارية 1960-1963.
كما كانت له كتابات وبحوث كثيرة في مجلة الأستاذ التي كانت تصدر عن دار المعلمين العالية للفترة 1953-1969، وكان عضوا في لجنة تحريرها وكذلك في رئاستها.